# Marca-Huta, Sălaj
Marca-Huta este un sat în comuna Marca din județul Sălaj, Transilvania, România.
in limba slovacă Bojovske